# 特温皮克斯
特溫皮克斯是位於美國加利福尼亞州聖貝納迪諾縣的一個非建制地區。該地的面積和人口皆未知。

## 地理
該地的座標為34°14′20″N 117°14′01″W / 34.23889°N 117.23361°W，而該地的平均海拔高度為1761米（即5777英尺）。